# Hyattella tubaria
Hyattella tubaria är en svampdjursart som beskrevs av Lendenfeld 1889. Hyattella tubaria ingår i släktet Hyattella och familjen Spongiidae.
Artens utbredningsområde är havet utanför Egypten. Inga underarter finns listade i Catalogue of Life.